# Калике (спутник)
Калике (от др.-греч. Καλύκη) — нерегулярный спутник Юпитера, известный также как Юпитер XXIII.

## Открытие
Был обнаружен 23 ноября 2000 года группой астрономов из Гавайского университета под руководством Скотта Шеппарда и получил временное обозначение S/2000 J 2. В октябре 2002 года спутник назвали Калике (имя одной из возлюбленных Зевса).

## Орбита
Калике совершает полный оборот вокруг Юпитера на расстоянии в среднем 23 583 000 км за 743 дня. Орбита имеет эксцентриситет 0,245. Наклон ретроградной орбиты 165,2°. Принадлежит к группе Карме.

## Физические характеристики
Диаметр Калике составляет около 5 км. Плотность оценивается 2,6 г/см³, так как спутник состоит предположительно из преимущественно силикатных пород. Очень тёмная поверхность имеет альбедо 0,04. Звёздная величина равна 21,8m